# Komet Nakamura-Nišimura-Machholz
Komet Nakamura-Nišimura-Machholz  ali C/1994 N1  je komet, ki so ga 6. julija 1994 neodvisno odkrili japonska astronoma Masamitsu Nakamura in Hideo Nišimura ter ameriški astronom Donald Edward Machholz (rojen 1952).

## Lastnosti
Komet je imel hiperbolično tirnico . Prisončje je prešel 13. julija 1994, ko je bil od Sonca oddaljen  1,14 a.e.
Opazovali so ga tudi na Observatoriju Črni Vrh .